# Câinii de Vânătoare (constelație)
Câinii de Vânătoare este o constelație boreală, puțin proeminentă.

## Istoric și mitologie

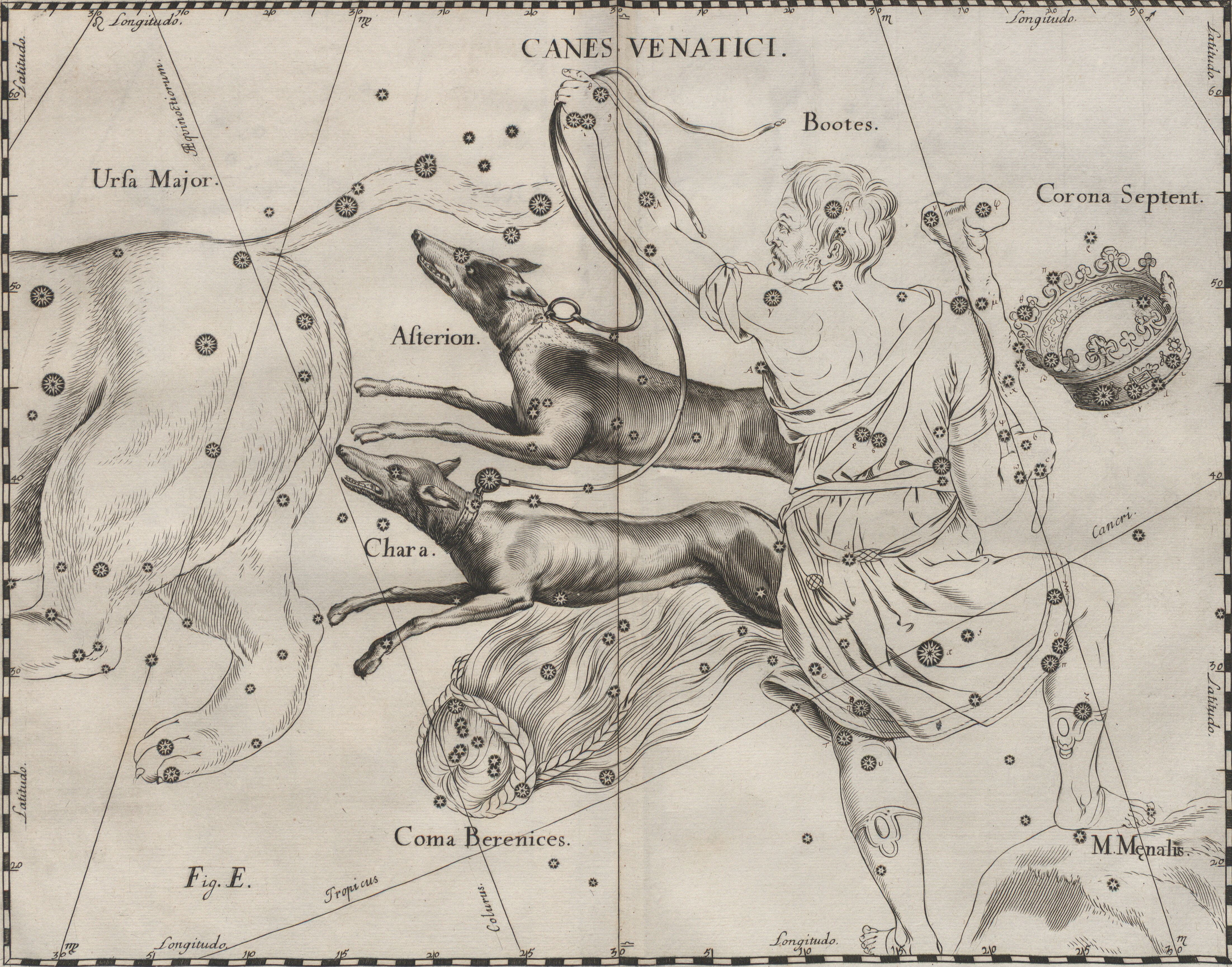
Câinii de Vânătoare în Uranographia de Johannes Hevelius.

Această constelație a fost introdusă de astronomul Johannes Hevelius în 1687 pentru a completa un loc gol la vest de Ursa Mare. Potrivit lui Hevelius, sunt reprezentați câinii Boarului, „Chara” și „Asterion”.

## Obiecte cerești

### Stele

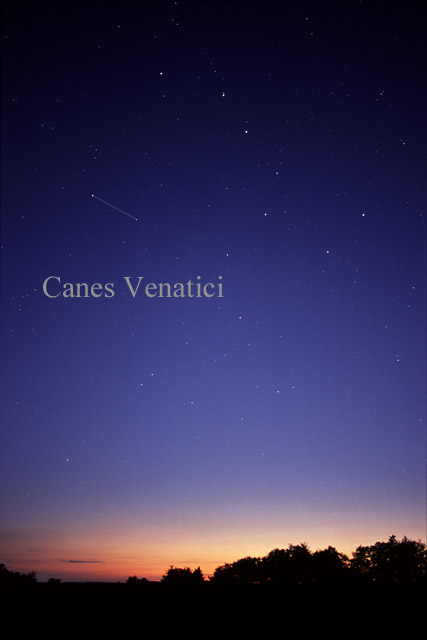
Constelația Câinii de Vânătoare

Vizibilitatea nocturnă a constelației Câinii de Vânătoare.

Situată „sub nasul” Ursei Mari, constelația este redusă la două stele de magnitudine inferioară lui 4,5 și nu are nimic spectaculos, văzută cu ochiul liber. 
Alpha2Canum Venaticorum (α2Canum Venaticorum) / Cor Caroli este ușor de identificat: este steaua strălucitoare de magnitudine 2,89, izolată, situată la 15° la sud de „proțapul Carului Mare”. Se reperează destul de ușor și Beta Canum Venaticorum (β CVn), de magnitudine 4,24, situată la circa 5° la nord-vest de Alpha2Canum Venaticorum.

#### Stele principale
- Steaua  Alpha Canum Venaticorum, cunoscută cu denumirea de Cor Caroli, „Inima lui Carol”, în onoarea regelui Carol al II-lea (Hevelius o denumise Chara); este o stea albă, de magnitudine 2,89, situată la distanța de 110 ani-lumină de Pământ.
- Beta Canum Venaticorum (Chara, iar mai demult: Asterion) este o stea galbenă de magnitudine 4,24, aflată la distanța de 27 de ani-lumină de Pământ.
- Gamma Canum Venaticorum, cunoscută sub numele de „La Superba”, este o stea variabilă de magnitudine medie de 5,42; se află la o distanță de 710 ani-lumină de Pământ.

### Nebuloase,roiuri de stele,galaxii
Coordonate:  13h 00m 00s, +40° 00′ 00″